# Harrison Reed (fotbollsspelare)
Harrison James Reed, född 27 januari 1995 i Worthing, är en engelsk fotbollsspelare (mittfältare) som spelar för Fulham.

## Karriär
Reed debuterade för Southampton den 27 augusti 2013 i en 5–1-vinst över Barnsley i Ligacupen, där han byttes in i den 80:e minuten mot Jay Rodriguez. Den 7 december 2013 debuterade han i Premier League mot Manchester City, när han i den 90:e minuten byttes in mot Steven Davis.
Den 5 juli 2017 lånades Reed ut till Norwich City över säsongen 2017/2018. Den 27 augusti 2018 lånades Reed ut till Blackburn Rovers på ett låneavtal över säsongen 2018/2019.
Den 8 augusti 2019 lånades Reed ut till Fulham på ett låneavtal över säsongen 2019/2020. Den 30 augusti 2020 värvades Reed av Fulham, där han skrev på ett fyraårskontrakt. I september 2023 förlängdes Reeds kontrakt fram till sommaren 2027.